# ليزا رينا
ليزا ديانا رينا (بالإنجليزية: Lisa Deanna Rinna)‏ هي ممثلة ومذيعة أمريكية ولدت في يوم 11 يوليو 1963 في مدينة نيوبورت بيتش في كاليفورنيا في الولايات المتحدة، أشتهرت بتمثيلها دور بيلي ريد في مسلسل أيام حياتنا، كما مثلت دور تايلور مكبرايد في مسلسل ميلروس بلايس وعملت أيضاً كمقدمة برامج لمسلسل سوب توك وشاركت أيضاً في الموسم الرابع والسادس لمسلسل ذا سيليبريتي أبرينتايس وشاركت أيضاً مسلسل تلفزيون الواقع ربات منزل حقيقيات في بيفرلي هيلس. ليزا رينا متزوجة من الممثل هاري هاملين منذ سنة 1997 ولها إبنين منه.

## وصلات خارجية
- ليزا رينا على موقع IMDb (الإنجليزية)
- ليزا رينا على موقع روتن توميتوز (الإنجليزية)
- ليزا رينا على موقع ألو سيني (الفرنسية)
- ليزا رينا على موقع أول موفي (الإنجليزية)
- ليزا رينا على موقع قاعدة بيانات برودواي على الإنترنت (الإنجليزية)
- ليزا رينا على موقع قاعدة بيانات الأفلام السويدية (السويدية)
- ليزا رينا على موقع إن إن دي بي (الإنجليزية)
- ليزا رينا على موقع قاعدة بيانات الفيلم (الإنجليزية)
- ليزا رينا على موقع كينوبويسك (الروسية)

- ليزا رينا على قاعدة بيانات الأفلام على الإنترنيت